# 1968年メキシコシティーオリンピックのチェコスロバキア選手団
1968年メキシコシティーオリンピックのチェコスロバキア選手団（1968ねんメキシコシティーオリンピックのチェコスロバキアせんしゅだん）は、1968年10月12日から10月27日にかけてメキシコの首都メキシコシティーで開催された1968年メキシコシティーオリンピックのチェコスロバキア選手団、およびその競技結果。

## 概要
今大会は金メダル7個、銀メダル2個、銅メダル4個の合計13個のメダルを獲得した。
体操では、ベラ・チャスラフスカが個人総合・跳馬・段違い平行棒・ゆかでそれぞれ金メダルを獲得した。

## メダル
| メダル | 選手名               | 競技 | 種目             |
| ------ | -------------------- | ---- | ---------------- |
| 金     | ミロスラバ・レスコバ | 陸上 | 女子走高跳       |
| 金     | ベラ・チャスラフスカ | 体操 | 女子個人総合     |
| 金     | ベラ・チャスラフスカ | 体操 | 女子跳馬         |
| 金     | ベラ・チャスラフスカ | 体操 | 女子段違い平行棒 |
| 金     | ベラ・チャスラフスカ | 体操 | 女子ゆか         |
| 銀     | ベラ・チャスラフスカ | 体操 | 女子平均台       |
| 銅     | ルドビク・ダネク     | 陸上 | 男子円盤投       |